# San Jacinto River (Galveston Bay)
Der San Jacinto River ist ein 45 km langer Fluss im Südosten des US-Bundesstaates Texas und verläuft vom Staudamm des Lake Houston im Harris County zur Galveston Bay. Bis 1858 war die Gegend Heimat der Karankawa.
Der San Jacinto River bildet sich aus zwei Armen, die als East Fork und West Fork bekannt sind. Der westliche Arm ist insgesamt 145 km lang, speist zunächst Lake Conroe und fließt dann in südlicher Richtung durch den Montgomery County, um dann mit dem östlichen Arm im Nordosten des Harris County gemeinsam Lake Houston zu bilden. Der östliche Arm entspringt im San Jacinto County, nördlich des Sam Houston National Forests und hat eine Länge von rund 110 km. Er fließt dann südwärts durch Cleveland im Liberty County und mündet in den Lake Houston an dessen nördlichem Ende ein.
Das Einzugsgebiet umfasst 10.297 km². Er durchfließt ein Gebiet, das zu einem großen Teil durch sandiges oder lehmiges Gelände führt und nur wenige Meter über dem Meeresspiegel liegt. Seine Ufer sind von Kiefern, Ulmen, Eichen und Weiden bewachsen.
Unterhalb des Lake Houston fließt der San Jacinto River mit dem Buffalo Bayou zusammen und speist gemeinsam mit diesem den Houston Ship Channel, eine Wasserstraße, die 1914 angelegt wurde, um Houston mit dem Meer zu verbinden. Diese besteht aus dem vertieften und verbreiterten Unterlauf des Buffalo Bayou und einer Fahrrinne in der Galveston Bay. Da dabei auch der Unterlauf des San Jacinto vertieft wurde, ist der Fluss auf den letzten 32 km seines Laufes schiffbar. Der Unterlauf des Flusses steht unter dem Einfluss der Gezeiten.
Am Ufer des durch Regenfälle angeschwollenen Flusses wurde 1836 während der texanischen Revolution die Schlacht von San Jacinto gefochten. An der Stelle ist heute ein Denkmal, das San Jacinto Monument. Die Geschichte des Gebietes um den Fluss ist wechselvoll. Einst im Grenzbereich zwischen französischen und spanischen Kolonialinteressen gelegen, ist dies vermutlich der Fluss, dessen Verlauf unter dem Namen Aranzazu erstmals 1746 durch den spanischen Hauptmann Joaqun Orobio y Basterra erforscht wurde. Für die Herkunft des Namens des Flusses gibt es zwei Deutungen. Jacinto könnte einerseits auf den spanischen Ausdruck für die Hyazinthen zurückgehen, die an der Oberfläche trieben, andererseits wurde die Flussmündung am Namenstag des Heiligen Hyazinth entdeckt, der auf den 17. August fällt.